# أدريان كروز (لاعب كرة قدم)
أدريان كروز (بالإسبانية: Adrián Cruz Juncal)‏ (18 يوليو 1987 في إسبانيا - ) هو لاعب كرة قدم إسباني في مركز الوسط. لعب مع أوساسونا وبوليديبورتيفو إيخيذو وراسينغ فيرول وريال مورسيا ونادي أورينسي ونادي بونتيفيدرا وAlondras CF ‏ وPontevedra CF B ‏ وMarino de Luanco ‏ وAtlético Coruña Montañeros CF ‏.

## وصلات خارجية
- أدريان كروز على موقع قاعدة بيانات كرة القدم.إي يو (الإنجليزية)
- أدريان كروز على موقع Soccerway.com (الإنجليزية)
- أدريان كروز على موقع AS.com (الإسبانية)